# Sanctanus dampfi
Sanctanus dampfi är en insektsart som beskrevs av Delong och Hershberger 1946. Sanctanus dampfi ingår i släktet Sanctanus och familjen dvärgstritar. Inga underarter finns listade i Catalogue of Life.